# 阪上善秀
阪上 善秀（さかうえ よしひで、1947年〈昭和22年〉8月4日 - 2019年〈令和元年〉11月14日）は、日本の政治家。元宝塚市長（1期）。元衆議院議員（2期）。二男は落語家の笑福亭呂好。三男は宝塚市議会議員の桑原健三郎。

## 来歴
兵庫県宝塚市出身。宝塚市立長尾小学校、関西大倉中学校・高等学校、神戸学院大学法学部卒業。大学卒業後、原健三郎の秘書を務める。
宝塚市議会議員（2期）・兵庫県議会議員（4期）を経て、1996年10月の第41回衆議院議員総選挙に兵庫6区より自由民主党公認で立候補。小池百合子（新進党）と激しく争ったが敗れ、比例近畿ブロックで復活し初当選した。江藤・亀井派に所属。

### 衆議院議員時代
2000年4月13日、衆議院青少年問題に関する特別委員会において児童虐待に関する質問を行う。その中でジャニーズ事務所のジャニー喜多川社長による性加害問題について取り上げ、国内外の注目を集める。
同年6月の第42回衆議院議員総選挙では、自民党と保守党の選挙協力によりコスタリカ方式で小池に小選挙区を譲り、比例名簿順位単独3位で立候補し、2選。2001年5月、小泉純一郎内閣で内閣府大臣政務官（男女共同参画会議、栄典、青少年問題、防災を担当）に就任した（ - 2002年1月）。2002年の第154回国会で争点となった個人情報保護法の政府案に対して「言論の自由が脅かされる」として異例の反対を表明し、内閣委員会理事を辞任。同様の観点より、住民基本台帳ネットワークシステムの凍結も主張した。
2003年11月の第43回衆議院議員総選挙では、先述の小池が自民党に入党し、コスタリカ方式の継続により今度は阪上が兵庫6区より立候補したが、市村浩一郎（民主党）に敗れ落選した。

### 浪人時代
2005年9月の第44回衆議院議員総選挙では、小池とのコスタリカ方式により比例区立候補の予定だったが、小池が東京10区に選挙区を移動したことから小選挙区での公認を求めて自民党本部に公認申請を行う。党本部からは当初の予定通り比例区立候補を要請されたが、順位に不満を持ち拒否。公認を得られず無所属での立候補となり、落選した。
2006年2月、渡部完市長がパチンコ業者や産廃業者から利益供与を受けた容疑で神戸地検特別刑事部に逮捕されるという贈収賄事件が発生した。責任を取って渡部が辞職したことに伴う市長選に、所属していた自民党の推薦を受けて無所属で立候補し、7人が争う混戦を制して市長に当選した。

### 宝塚市長時代
宝塚市長に就任した直後、税金や水道などの公共料金等計178万円を滞納していたことが発覚した。本人は衆議院選挙で落選し、収入がなかったと釈明する。この件で宝塚市役所には、住民からの苦情が500件以上寄せられた。
2007年3月には、4月8日投開票の兵庫県議会議員選挙に宝塚市選挙区（定数3）から立候補予定の二男（後の笑福亭呂好）を応援するよう求める内容の文書を支持者らに配っていたことが明らかになり、事前運動を禁じた公職選挙法違反にあたる可能性を市選管から指摘される。選挙において二男は4位で次点となり、落選した。同じく2007年3月に自らが入信する宗教団体の行事に参加するため公用車を手配したのは、違法な公金の支出に当たるとして、宝塚市議がガソリン代や運転手の人件費など合計で8200円を市に返還するよう求める住民監査請求が出され、受理される。
2007年6月に、支部長を務めていた旧自民党兵庫県衆議院比例区第一支部の2005年の政治資金収支報告書で、政治活動に伴う支出がないにもかかわらず、人件費のみ約840万円を計上していたことが発覚した。政治活動の支出がないのに人件費だけ計上しているのは不自然、残金の帳尻合わせともとられかねない不自然な会計処理などと指摘されている。

#### 逮捕
2009年1月、就任1か月後の2007年春に、市営墓地「宝塚すみれ墓苑」の造成工事に、知人の業者を参入させようとしていたコンサルタント会社社長から、市内の飲食店で現金100万円を受け取っていた疑惑が明らかとなる。この100万円は政治資金収支報告書に記載されていなかったが、記者会見では「法的にも倫理的にも問題はなかった。責任は全く感じていない」と責任を否定。参入を狙っていた業者は一般競争入札から漏れ、100万円は返還したと釈明した。同年2月19日、兵庫県警捜査2課は、この事件における収賄容疑で阪上を逮捕。2月27日、市長を辞職。3月11日、市発注のプラスチックリサイクル処理事業をめぐる入札で、予定価格を漏らすなどした見返りに現金を受け取った収賄容疑で再逮捕された。その後、懲役2年の実刑判決が確定した。

### 晩年
2019年11月14日午後9時54分、脳塞栓症のため川西市の病院で死去。72歳没。